# Bréguet – Sabin (stanice metra v Paříži)
Bréguet – Sabin je nepřestupní stanice pařížského metra na lince 5 v 11. obvodu v Paříži. Nachází se pod Boulevardem Richard-Lenoir u křižovatky ulic Rue Saint-Sabin a Rue Breguet.

## Historie
Stanice byla otevřena 31. prosince 1906 po zprovoznění úseku Quai de la Rapée ↔ Jacques Bonsergent. Stanice prošla od 5. března do 15. května 2007 rekonstrukcí.

## Název
Jméno stanice se skládá ze dvou názvů. První část je odvozena od ulice Rue Breguet, která nese jméno rodiny Breguet (či Bréguet), ze které pocházel významný švýcarský hodinář Abraham Louis Breguet (1747–1823). Jeho syn Louis (1804–1883) se zabýval radiotelegrafií. Později jeho vnuk Antoine (1851–1882) vymyslel elektrický anemometr. Antoinův syn Charles Louis Breguet (1880–1955) byl zase slavný průkopník letectví.
Druhá část byla pojmenována podle ulice Rue Saint-Sabin. Angelesme de Saint-Sabin byl zástupce pařížského starosty, který žil v 18. století.

## Vstupy
Stanice má pouze jeden vchod na Boulevardu Richard Lenoir.